# Mollia nitida
Mollia nitida är en malvaväxtart som beskrevs av Adolpho Ducke. Mollia nitida ingår i släktet Mollia och familjen malvaväxter. Inga underarter finns listade i Catalogue of Life.